# マイコン・ヴィニシウス・フェレイラ・ダ・クルス
ニコン（Nikão）ことマイコン・ヴィニシウス・フェレイラ・ダ・クルス（ポルトガル語: Maycon Vinícius Ferreira da Cruz、1992年7月29日 - ）は、ブラジルのサッカー選手。ポジションはMF。

## クラブ歴
ミラソウFCの下部組織から様々なクラブの下部組織を渡り歩き、2010年4月16日にアトレチコ・ミネイロの下部組織に入った。ここでトップチームに昇格し、同年10月10日にヘナン・オリヴェイラと交代で出場、カンピオナート・ブラジレイロ・セリエA初出場となった。
その後はECヴィトーリアに期限付き移籍するも出場機会は少なく、ECバイーアに期限付き移籍するも同じく出場機会は少なかった。AAポンチ・プレッタ、アメリカ・ミネイロに期限付き移籍し出場機会を得た。その後はCAリネンセ、セアラーSCに期限付き移籍した。
2015年1月14日にアトレチコ・パラナエンセに3年契約で完全移籍した。